# Ilex stenocarpa
Ilex stenocarpa (па́дуб вузькопло́дий) — рідкісна реліктова кущиста рослина з родини падубових (Aquifoliáceae), ендемік Великого Кавказу, Росія.

## Опис
Рослина являє собою низький вічнозелений кущ висотою 50 см. Листки жорсткі, еліптичної форми, довжиною до 9 см та шириною до 4 см. З кожного боку листкової пластинки розташовано по 3-5 зубців. Суцвіття у вигляді зонтикоподібних щитків по декілька у піхвах листків. Квітки одностатеві. Плід червоний, округлий, кістянкоподібний, більш звужений, аніж у типових представників родини.

## Екологія
Квітне у квітні-травні. Зростає у підліску букових та мішаних лісів середнього гірського поясу.

## Поширення
Зростає у західній частині Передкавказзя, описаний у басейні річки Лаба.

## Значення та охорона
Чисельність виду невелика. Вид зникає через різке зменшення та вирубку лісів, де він може зростати. Потребує охорони, що і відбувається на території Кавказького та Цейського заповідника. Входить до Червоної книги Північної Осетії. Використовується як хатня декоративна рослина.